# Adilsvej
 For alternative betydninger, se Adilsvej (flertydig).
Adilsvej er en vej, der ligger i Hvinningdal i det vestlige Silkeborg. Vejen er en sidegade til Odinsvej og ligger mellem Ægirsvej og Heimdalsvej. Den 85 meter lange vej er uasfalteret og præget af parcelhuse.
Vejen blev, som de fleste af villavejene i Hvinningdal, anlagt i begyndelsen af 1970'erne. Den er opkaldt efter den svenske sagnkonge Adils, der ifølge blandt andre Saxo Grammaticus var gift med Rolf Krakes mor Yrsa. Sagnet om Adils har formodentlig rødder i en gammel overlevering om virkelighedens kong Attila.